# Aisha Fofana Ibrahim
Aisha Fofana Ibrahim is een wetenschapper en vrouwenactivisite uit Sierra Leone. Ze is de directrice van the Institute for Gender Research and Documentation (INGRADOC) op het Fourah Bay College, Universiteit van Sierra Leone. Verder heeft ze de leiding over de 50/50 group, een partijloze groep die pleit voor gelijke rechten voor vrouwen en vrouwenemancipatie.

## Vrouwenactivisme
Als vrouwenactiviste zet ze zich in voor het niet achterstellen van vrouwen in de nieuwe regering van Sierra Leone in 2018.

## Wetenschapper
Ze is een wetenschapper en bestudeert Gender en Development. Haar huidige onderzoek concentreert zich op vrouwenemancipatie, ambachtelijke mijnbouw, en de impact van ebola op vrouwen en meisjes. Verder onderzoekt ze geweld tegen vrouwen, deelname van vrouwen in de politiek en verhalen en het schrijven van (auto)biografische verhalen over vrouwen. Ze schreef onder andere "Wars other Voices: Testimonies by Sierra Leonean Women", "Introduction: Everyday Life in Postwar Sierra Leone" and "The Integration of a Gender Perspective in the Sierra Leone Police"

## 50/50 group
Deze organisatie wil ervoor zorgen dat vrouwen meer worden gerepresenteerd in de komende verkiezingen van Sierra Leone in 2018.